# Ivan Nepomuk Cerar
Ivan Nepomuk Cerar (včasih tudi Janez ali Ivan Cerer /Zörrer), slovenski gozdarski strokovnjak, urednik, novinar in politični delavec, * 5. maj 1789, Škofja Loka, † 14. oktober 1849, Trst.

## Življenje in delo
Ivan Cerar/Cerer se je rodil očetu Francu Ksaverju, orglarju in učitelju ter mater Julijani roj. Peternel v Škofji Loki, hiša št. 18. V rodnem kraju je obiskoval osnovno šolo. Dvanajstleten je jeseni 1801 stopil v prvi razred gimnazije v Ljubljani. Naslednje šolsko leto je šolanje nadaljeval na frančiškanski gimnaziji Novo mesto. Domnevno je šolanje končal jeseni leta 1806. Nato za naslednjih 11 let o njem ni podatkov. Možno je, da je ob prihodu Francozov (morda leta 1811) zbežal na Štajersko, tu ga namareč najdemo leta 1816 kot oskbnika in okrajnega komisarja v Kozjem.
Konec istega leta je dobil mesto okoliškega gozdarja v Trnovem pri Ilirski Bistrici. Nadziral je vse gozdove premskega in snežniškega okraja. Leta 1819 se je oženil z Marijo Terezijo Horrak iz Slavonskega Broda, dovoljenje za poroko je dobil 15. februarja. Naslednje leto se mu je rodil prvi sin Venceslav Ferdinand, leta 1824 pa Evgen.
Leta 1821 je iz svojih izkušenj sestavil obširen spis z naslovom Od potrebe zareje drevja v premskim kotoru postojnske kresije. Ta spis naj bi bil najstarejše delo iz gozdarstva, spisano v slovenščini. Cerar si je tudi zapisoval nenavdne besede, zbiral zemljepisne in statistične podatke ter leta 1824 sestavil opis premskega okraja. 
Leta 1829 je, po ukinitvi njegove prejšnje službe, dobil mesto užitninkega komisarja. Leta 1831 je bil v službi na Planina, v letih 1832-1833 v Gorici, nato je bil premeščen v Ljubljano, kjer je bil v letih 1834-1835 oficijal pri okrajni kamerlani upravi. 
Leta 1835 je zapustil Kranjsko in se zaposlil kot inšpektor finančnih straž za Istro in Otoke, z uradnim sedežem v Pazinu. Od tu je večkrat prepotoval svoje delovno območje. Po štirih letih je bil premeščen v Trst, kjer je bil do 1843 ali 1844 še inšpektor finančnih straž, potem pa je napredoval v kontrolorja pri glavnem carinskem uradu.
Iz Trsta se je leta 1848 začel dopisovati z Novicami. Te so objavile nakaj njegovih spisov. 14. junija 1848 je bila objavljena kandidatna lista za parlament, ki jo je predložilo društvo Slovenija z Dunaja. Cerar je res kandidiral, vendar je bil poražen. 
10. novembra 1848 je bilo v Trstu ustanovljeno Slavljansko društvo, ki je začel izdajati časnik Slavljanski Rodoljub (faksimilirana izdaja s spremnimi študijami izšla v Trstu leta 1971). Prva številka je izšla pod naslovom Dokaz vravnanja in delavnosti Slavljanskega družtva v Terstu. Skupno je izšlo le 6 številk dvojezičnega časnika (vzporedno slovensko in hrvaško besedilo), izhajal je med marcem in avgustom 1849, vsak mesec ena številka.
I. N. Cerar je umrl zaradi kolere, ki je v Trstu razsajala od 13. avgusta 1849. leta.